# Браш, Исаак Рапп
Исаак Рапп Браш (анг. Isaac Rapp Brush; 7 ноября 1889 года, Форт Д. А. Рассел, Вайоминг, США — 6 марта 1958 года, Сан-Франциско, Калифорния, США) — генерал-майор армии США. Принимал участие в двух мировых войнах. Во Второй мировой войне Браш командовал 40-й пехотной дивизией, которая принимала участие в Филиппинской операции против японских войск.

## Военная карьера
В 1935 году он получил звание подполковника, а в 1940 году звание полковника. С июля 1940 года по апрель 1941 года командовал 21-м пехотным полком. В апреле 1941 года получил звание бригадного генерала и был назначен командующим 40-й пехотной дивизией.
В сентябре 1942 года дивизия под командованием Браша была назначена на внешнюю оборону Гавайских островов. В июле 1943 года дивизия заняла оборону острова Оаху. В январе 1944 года дивизия передислоцировалась в Гуадалканал. С 23 апреля года по 27 ноября 1944 года дивизия обеспечивала безопасность на острове Новая Британия, но крупных сражений против японских войск не было.
В 1945 году он принимал участие в Битве за Висайские острова, в которой выполнял задачу операции VICTOR I по захвату северо-западной части острова Негрос и острова Панай. В 1945 году Рапп Браш ушёл в отставку и вместе с женой поселился в Сан-Франциско. 6 марта 1958 года он умер и был похоронен на Национальном кладбище Сан-Франциско.

## Примечание
1. ↑  Biography of Major-General Rapp Brush (1889 – 1958), USA. www.generals.dk. Дата обращения: 20 января 2020. Архивировано 8 июня 2021 года.
2. ↑  California's Own: The History of the 40th Infantry Division. www.militarymuseum.org. Дата обращения: 20 января 2020. Архивировано 4 октября 2020 года.
3. ↑  Southern Philippines. history.army.mil. Дата обращения: 20 января 2020. Архивировано 13 января 2020 года.
4. ↑  Brush, Rapp (англ.). WW2 Gravestone. Дата обращения: 20 января 2020. Архивировано 14 августа 2020 года.